# Marti Pellow

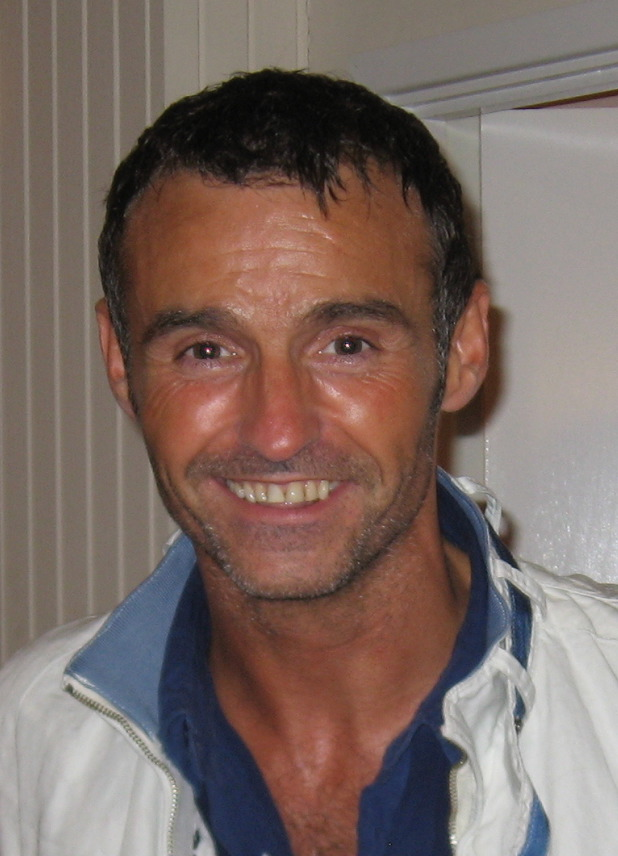
Marti Pellow, 2006

Marti Pellow (Geburtsname Mark McLachlan; * 23. März 1965 in Clydebank) ist ein schottischer Soul- und Popsänger und der ehemalige Leadsänger der schottischen Band Wet Wet Wet, mit der er 1987 seine ersten Hits hatte. Seit seinem Ausstieg bei Wet Wet Wet 1999 ist er vor allem in Großbritannien auch als Solokünstler erfolgreich.

## Persönliches
Marti Pellow wuchs im Arbeiterviertel Clydebanks, außerhalb von Glasgow auf. Als Junge verkaufte er Zeitungen an die Arbeiter, die aus den Werften in die umliegenden Kneipen strömten. Zum Singen inspirierte ihn die Soulplattensammlung seiner Mutter. Er besuchte die Clydebank High School, wo er 1977 anfing, mit seinen Schulkameraden und späteren Wet-Wet-Wet-Bandkameraden Graeme Clark, Tommy Cunningham und Neil Mitchell Musik zu machen.
Sein Ausstieg bei Wet Wet Wet im Mai 1999 erfolgte wenige Monate nach dem Bekanntwerden seiner Drogensucht. Ende Februar war er in einem Londoner Hotel bewusstlos aufgefunden worden. Seine Verlobte – Ex-Miss-Scotland Eileen Catterson – gab daraufhin bekannt, dass er bereits seit über drei Jahren heroinsüchtig gewesen war. Pellow nahm anschließend erfolgreich an einem Drogenentzugsprogramm teil. Im März 2021 erklärte er, seit 22 Jahren rückfallfrei geblieben zu sein, sich aber nicht als geheilt zu betrachten.

## Solokarriere
2001 veröffentlichte er sein Solodebütalbum Smile sowie die Singles Close to you und I’ve been around the world. Co-produziert wurde das Album von Willie Mitchell, mit dem Wet Wet Wet schon das 1988 erschienene Album The Memphis Sessions aufgenommen hatten. Als Textschreiber fungierte – wie auch auf den späteren Alben – Chris Difford von Squeeze. Im selben Jahr wurde Pellow die Ehrenbürgerschaft der Stadt Memphis, Tennessee verliehen.
Vom 10. Juni bis 16. November 2002 sang er erfolgreich die Rolle des Billy Flynn im Musical Chicago am Londoner West End und 2004 dann am Broadway. Zwischen Februar 2003 und März 2005 trat er an verschiedenen Orten in Großbritannien – darunter Glasgow, Oxford und Edinburgh – und auch in Dublin und Tokio in Chicago auf. Außerdem brachte er sein zweites Soloalbum Marti Pellow sings the Hits of Wet Wet Wet and Smile heraus, für das er Songs von Wet Wet Wet und von seinem ersten Soloalbum neu aufnahm.
2003 kam ein Album mit Coversongs heraus – Between the Covers. Neil Youngs „A Lot of Love“ wurde als Single ausgekoppelt. Im Oktober dieses Jahres traf er auf der Beerdigung seiner Mutter seine Bandkollegen von Wet Wet Wet wieder, was dazu führte, dass die Band Anfang 2004 auf einer Pressekonferenz ihre Reunion bekannt gab.
Im Oktober 2006 veröffentlichte er Moonlight over Memphis, ein Album, das er auf eigene Kosten aufnahm. Er arbeitete auch hier wieder mit dem legendären Soulproduzenten Willie Mitchell in Memphis zusammen. Für dieses Album versammelte er Musiker, die schon über siebzig oder gar achtzig Jahre alt waren und mit Soulgrößen wie Otis Redding und Al Green zusammengearbeitet hatten.
Zwischen Februar und Juli 2007 präsentierte Marti Pellow sich als Jazzsänger. Er absolvierte mehrere Auftritte in Jazzclubs und bei Jazzfestivals, darunter der berühmte Ronnie Scott’s Jazz Club und The Pigalle Club in London, Cheltenham Jazz Festival und „Ronnie Scott’s in the Park“ in Woburn. Diesen Auftritten folgte im April 2008 die Veröffentlichung seines Jazz-Albums Sentimental Me mit bekannten Jazz-Songs, die er schon bei den genannten Auftritten gesungen hatte, und einem selbstgeschriebenen Song, sowie eine begleitende Großbritannien-Tour.
Von Ende August 2008 bis Anfang Mai 2009 spielte er die Hauptrolle in der Neuauflage von Sir Cameron Mackintoshs Musical The Witches of Eastwick (Die Hexen von Eastwick).
Im Finale der sechsten Staffel der britischen Version von The Masked Singer erreichte Pellow als Wolf den dritten Platz.

## Diskografie

### Alben
| Jahr | Titel                                              | Höchstplatzierung, Gesamtwochen, AuszeichnungChartplatzierungen (Jahr, Titel, Platzierungen, Wochen, Auszeichnungen, Anmerkungen) | Höchstplatzierung, Gesamtwochen, AuszeichnungChartplatzierungen (Jahr, Titel, Platzierungen, Wochen, Auszeichnungen, Anmerkungen) | Anmerkungen |
| Jahr | Titel                                              | DE | UK | Anmerkungen |
| ---- | -------------------------------------------------- | --- | --- | ----------- |
| 2001 | Smile                                              | DE71 (1 Wo.)DE | UK7 Gold · (9 Wo.)UK |             |
| 2002 | Marti Pellow sings the Hits of Wet Wet Wet & Smile | — | UK34 Gold · (11 Wo.)UK |             |
| 2003 | Between the Covers                                 | — | UK66 (2 Wo.)UK |             |
| 2006 | Moonlight over Memphis                             | — | UK27 (3 Wo.)UK |             |
| 2011 | Love to Love                                       | — | UK27 (5 Wo.)UK |             |
| 2013 | Hope                                               | — | UK60 (1 Wo.)UK |             |
| 2017 | Mysterious                                         | — | UK54 (1 Wo.)UK |             |
| 2021 | Stargazer                                          | — | UK18 (1 Wo.)UK |             |

Weitere Veröffentlichungen
- 2008: Sentimental Me
- 2010: Devil and the Monkey
- 2014: Boulevard of Life
- 2015: Love to Love - Volume 2

### Singles
| Jahr | Titel Album                      | Höchstplatzierung, Gesamtwochen, AuszeichnungChartplatzierungen (Jahr, Titel, Album, Platzierungen, Wochen, Auszeichnungen, Anmerkungen) | Höchstplatzierung, Gesamtwochen, AuszeichnungChartplatzierungen (Jahr, Titel, Album, Platzierungen, Wochen, Auszeichnungen, Anmerkungen) | Anmerkungen |
| Jahr | Titel Album                      | DE | UK | Anmerkungen |
| ---- | -------------------------------- | --- | --- | ----------- |
| 2001 | Close to You Smile               | — | UK9 (9 Wo.)UK |             |
| 2001 | I’ve Been Around the World Smile | — | UK28 (4 Wo.)UK |             |
| 2003 | A Lot of Love Between the Covers | — | UK59 (2 Wo.)UK |             |

Weitere Veröffentlichungen
- 2006: Come Back Home
- 2006: It’s All About
- 2008: Take a Letter Miss Jones
- 2010: Devil and the Monkey
- 2011: Don’t Know Much
- 2014: Goodbye My Sweet Lady
- 2017: Mysterious
- 2017: Sound of My Breaking Heart